# اشلی گروسمن
اشلی گروسمن (انگلیسی: Ashley Grossman؛ زادهٔ ۲۷ مهٔ ۱۹۹۳) ورزشکار واترپلو اهل ایالات متحده آمریکا است. وی از مدال‌آوران طلای بازی‌های پان امریکن در واترپلو و اهل سنتا مونیکا، کالیفرنیا است.